# كليمنس غانتس
كليمنس غانتس (بالألمانية: Clemens Ganz)‏ هو عازف الأرغن ألماني، ولد في 18 يناير 1935 في نوهفلدن ‏ في ألمانيا.

## وصلات خارجية
- كليمنس غانتس على موقع ميوزك برينز (الإنجليزية)
- كليمنس غانتس على موقع أول ميوزيك (الإنجليزية)